# Spantik
Spantik (en urdú: سپانٹک) o Golden Peak és el cim principal de les muntanyes Spantik-Sosbun una serralada secundària de la gran serralada del Karakoram. Es troba a la vall de Nagar, a la regió de Gilgit-Baltistan, Pakistan, i el cim s'eleva fins als 7.027 msnm. La seva cara nord-oest presenta una via d'escalada excepcionalment dura coneguda com el "Pilar Daurat". Es troba a l'est del Diran i al nord-est del Malubiting.
El primer intent d'escalada el van fer William Hunter Workman i la seva dona Fanny Bullock Workman el 1903, que van anomenar el cim Pyramid Peak. No va ser fins a 1955 quan es va aconseguir el cim per primera vegada. Ho feren Reiner Diepen, Eduard Reinhardt i Jochen Tietze, membres d'una expedició alemanya dirigida per Karl Kramer.
De 5 a 11 d'agost de 1987, els britànics Mick Fowler i Victor Saunders, assoleixen en estil alpí el Pilar Daurat a la cara nord-oest, una paret de més de 2.000 metres de desnivell, dels quals 1.100 metres i 40 llargs són al propi pilar.